# Aurélie Dupont
Aurélie Dupont (Parigi, 15 gennaio 1973) è un'ex ballerina e direttrice artistica francese. Acclamata ballerina classica, è stata danseuse étoile del balletto dell'Opéra di Parigi dal 1998 al 2015 e ha vinto alcuni dei maggiori premi nel mondo della danza, tra cui la medaglia d'oro al concorso internazionale di balletto di Varna e il Prix Benois de la Danse. Dal 2016 al 2022 è stata direttrice artistica del balletto dell'Opéra di Parigi.

## Biografia
Aurélie Dupont è nata a Parigi nel 1973 e all'età di dieci anni è stata ammessa alla scuola di danza dell'Opéra di Parigi. Nel 1989 è entrata nel corps de ballet della compagnia e nel 1992 ha vinto la medaglia d'oro nel Concorso internazionale di balletto di Varna. Nel dicembre 1996, all'età di ventitré anni, è stata promossa a ballerina principale e nel 1998 è stata proclamata danseuse étoile dopo una rappresentazione del Don Chisciotte di Rudol'f Nureev.
Nei suoi quasi trent'anni con la compagnia ha danzato molti dei maggiori ruoli femminili del repertorio classico e moderno, tra cui Rubini nel Jewels di George Balanchine, la fanciulla nella Sagra di primavera di Pina Bausch, Giselle nelle messe in scena di Giselle di Jean Coralli e Mats Ek, Tatiana nell'Onegin di John Cranko, l'eponima protagonista nella Paquita di Pierre Lacotte, Manon ne L'histoire de Manon di Kenneth MacMillan, Cloe nel Dafni e Cloe di Benjamin Millepied e la protagonista nella Sylvia di John Neumeier.
Inoltre ha danzato tutti i grandi ruoli femminili nelle coreografie di Nureev per l'Opéra di Parigi, tra cui Clara ne Lo schiaccianoci, Gamzatti e Nikiya ne La Bayadère, Aurora ne La bella addormentata, Odette e Odile ne Il lago dei cigni, Giulietta in Romeo e Giulietta e l'eponime protagoniste di Raymonda e Cenerentola. Ha ballato anche in creazioni di Maurice Bejart, August Bournonville, Trisha Brown, Sidi Larbi Cherkaoui, Birgit Cullberg, Mikhail Fokin, William Forsythe, Serge Lifar, Wayne McGregor, Angelin Preljocaj, Jerome Robbins e Jiří Kylián. Nel 2001 ha vinto il Prix Benois de la Danse.
Parallelamente all'attività di ballerina, dal 2014 ha lavorato anche come maitresse de ballet della compagnia. Ha dato il suo addio alle scene il 18 maggio 2015, danzando il ruolo di Manon ne L'histoire de Manon accanto al Des Grieux di Roberto Bolle. Dal 2016 è direttrice artistica del balletto dell'Opéra di Parigi.

### Vita privata
Dal 2004 al 2006 è stata impegnata sentimentalmente con Gad Elmaleh e dal 2011 al 2017 è stata sposata con il collega Jérémie Bélingard, da cui ha avuto due figli.